# فرانک آر. گودینگ
فرانک آر. گودینگ (به انگلیسی: Frank R. Gooding) زاده ۱۶ سپتامبر ۱۸۵۹ در انگلستان، سناتور سابق عضو حزب جمهوری‌خواه ایالات متحده آمریکا بود. وی در سال ۱۹۲۱ تا ۱۹۲۸ میلادی سناتور ایالت آیداهو در سنای ایالات متحده آمریکا بود.